# Tristin Mays
Pour les articles homonymes, voir Mays.
Tristin Mays, née le 10 juin 1990 à La Nouvelle-Orléans aux États-Unis, est une actrice, chanteuse et danseuse américaine.

## Biographie
Tristin Mays commence sa carrière en tant que mannequin bébé, pour l'agence Ford Modeling Agency. Elle est également la chanteuse du groupe Jane3. En 1997, elle joue dans la comédie musicale Le Roi lion à Broadway. Elle est surtout connue pour son rôle de Riley Davis dans la reprise de 2016, de la série MacGyver et Sarah Salvatore dans la série Vampire Diaries (série télévisée). Elle a également joué dans un certain nombre d'autres séries de télévision comme Alias (trois épisodes) et Gullah Gullah Island (en). Elle apparaît aussi dans des productions Disney et des films tels Thunderstruck et Témoin à louer.
Elle est également le modèle du personnage de Panam Palmer issue du Jeu Vidéo Cyberpunk 2077 du studio polonais CD  Project RED.

## Filmographie

### Cinéma
- 2011 : Hot Dog Water : Julia
- 2012 : Thunderstruck : Isabela Sanchez
- 2012 : She is Not My Sister : Megan
- 2012 : House Party: Tonight's the Night : Autumn Rose
- 2015 : Témoin à louer : Demoiselle d'honneur
- 2020 : La nounou de Noël

### Télévision

#### Téléfilms
- 1996 : Harambee! : Angel
- 2015 : Night of the Wild : Rosalyn

#### Séries télévisées
- 1997 : Gullah Gullah Island : Shaina
- 2001–2004 : Alias : Robin Dixon
- 2006 : Ned ou Comment survivre aux études : Bernice
- 2008 : Tout le monde déteste Chris : Jenise Huckstable
- 2009 : Private : Taylor Bell
- 2010 : True Jackson : Hailey
- 2010–2011 : Zeke and Luther : Monica Lopez
- 2010 : Big Time Rush : Stephanie King
- 2010 : Kelly Brook's Cameltoe Shows : Elle-même
- 2011 : Victorious : Sherry
- 2011 : FAIL : Alicia
- 2011 : Tatami Academy : Vanessa
- 2012 : The Newsroom : Fille du Karaoke
- 2015–2016 : Vampire Diaries : Sarah Nelson/Salvatore
- 2015 : Supergirl : Paulina, Assistante de Maxwell Lord
- 2016-2018 : T@gged : Brie Fricks
- 2016–2021 : MacGyver : Riley Davis
- 2017 : Switched at Birth : Ally

 Sauf indication contraire, les informations mentionnées dans cette section peuvent être confirmées par la base de données cinématographiques IMDb,  présente dans la section « Liens externes ».